# Admiral Scheer
Admiral Scheer – niemiecki krążownik ciężki typu Deutschland z okresu II wojny światowej. Wraz z bliźniaczymi jednostkami: „Lützow” i „Admiral Graf Spee” określany jako „pancernik kieszonkowy”. Okręt nazwano imieniem admirała Reinharda Scheera – dowódcy niemieckich sił morskich podczas bitwy jutlandzkiej w 1916.

## Historia i służba

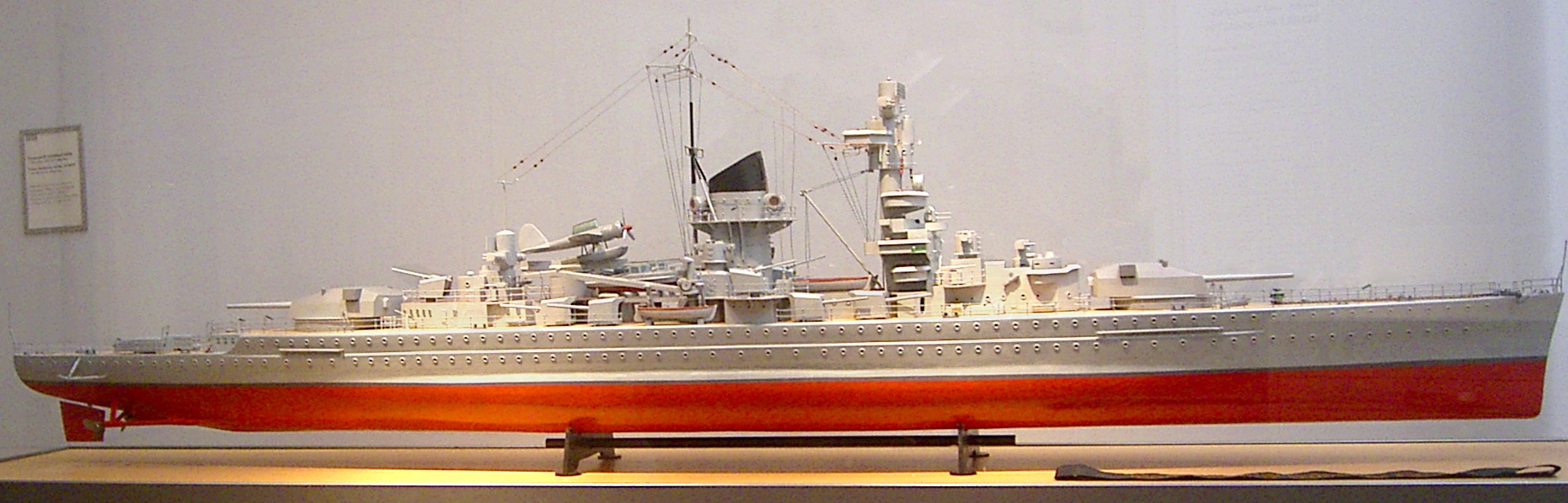
Model krążownika „Admiral Scheer” w skali 1:100

### Budowa
Decyzję o budowie okrętu mającego zastąpić stary pancernik  „Lothringen” zatwierdził Reichstag w 1930 niewielką większością głosów. Kontrakt na budowę jednostki, która otrzymała tymczasowe oznaczenie "Panzerschiff B/Ersatz Lothringen", przyznano stoczni Reichmarinewerft w Wilhelmshaven.
Stępkę pod jednostkę położono 25 czerwca 1931. Wodowanie miało miejsce 1 kwietnia 1933. Tego dnia jednostce nadano nazwę „Admirał Scheer”, a matką chrzestną była córka admirała, którego imieniem nazwano okręt.
| Okres                               | Stopień | Dowódca                  |
| ----------------------------------- | ------- | ------------------------ |
| listopad 1934 – wrzesień 1936       | KzS     | Wilhelm Marschall        |
| wrzesień 1936 – październik 1938    | KzS     | Otto Ciliax              |
| październik 1938 – październik 1939 | KzS     | Hans-Heinrich Wurmbach   |
| październik 1939 – czerwiec 1941    | KzS     | Theodor Krancke          |
| czerwiec 1941 – listopad 1942       | KzS     | Wilhelm Meendsen-Bohlken |
| listopad 1942 – styczeń 1943        | FKpt.   | Ernst Gruber (mWdGb)     |
| luty 1943 – kwiecień 1944           | KzS     | Richard Rothe-Roth       |
| kwiecień 1944 – kwiecień 1945       | KzS     | Ernst-Ludwig Thienemann  |

### Hiszpańska wojna domowa
Pierwszą misją „Admiral Scheer” była rozpoczęta 23 lipca 1936, podczas której ewakuował niemieckich cywilów z objętej wojną domową Hiszpanii. 31 maja 1937 ostrzelał port w Almerii i samo miasto w odwecie za atak lotniczy przeprowadzony dwa dni wcześniej na siostrzaną jednostkę „Deutschland”, powodując wiele strat materialnych w postaci zniszczonych budynków i zabicie 24, oraz zranienie kilkudziesięciu osób.
W marcu 1939 okręt uczestniczył w zajęciu litewskiego portu Kłajpeda jako flagowa jednostka dowódcy wiceadm. Wilhelma Marshalla. W kwietniu Admirał Scheer wyszedł w oceaniczny rejs na Atlantyk, podczas którego przygotowywał się do podjęcia działań krążowniczych przeciwko żegludze. Do Wilhelmshaven powrócił 3 maja 1939.

### II wojna światowa
Wybuch wojny zastał okręt w Wilhelmshaven, gdzie 4 września 1939 został po raz pierwszy zbombardowany przez samoloty RAF. Niemiecka jednostka pomimo czterech bezpośrednich trafień nie odniosła większych uszkodzeń, ponieważ bomby nie wybuchły.
W październiku 1940 krążownik został wysłany w rejs rajderski na Ocean Atlantycki, trwający do 1 kwietnia kolejnego roku. 23 października 1940 opuścił Gotenhafen (okupacyjna nazwa Gdyni) i udał się do Brunsbüttel, które zostało wybrane jako punkt oczekiwania na nowe rozkazy.
1 listopada niezauważony przedarł się na północny Atlantyk przez Cieśninę Duńską, kosztem dwóch marynarzy zmytych z pokładu. Tam 5 listopada, dzięki informacjom wywiadu, napotykał konwój HX-84 płynący z Halifaksu w Nowej Szkocji, który był osłaniany jedynie przez krążownik pomocniczy HMS „Jervis Bay”. Najpierw tego dnia „Scheer” zatopił samotny statek „Mopan”, po zdjęciu z niego załogi, po czym wykrył konwój. Dowódca krążownika, komandor Edward Fegen podjął decyzję o obronie konwoju. „Admiral Scheer” otworzył ogień ze swych dział kalibru 280 mm. W odległości 10 Mm wywiązała się walka, w wyniku której krążownik pomocniczy po 22 minutach zatonął. Sam „Admiral Scheer” nie został trafiony. Walka „Jervis Bay” umożliwiła jednak rozproszenie w tym czasie konwoju tak, że niemiecki krążownik z 37 statków odnalazł tylko siedem, z czego zatopił pięć i jeden uszkodził, a ostrzelany statek pasażerski „Rangitiki” zdołał uciec. Do celu dotarły 32 statki (w tym polskie „Morska Wola” i „Puck”). Atak wywołał jednak duże zakłócenie ruchu konwojowego między Ameryką a Wielką Brytanią, który przywrócono w pełni dopiero 17 listopada. Podjęto poszukiwania niemieckiego okrętu, które jednak okazały się nieskuteczne, a sam „Admiral Scheer” zmienił obszar działania na środkowy Atlantyk.
14 listopada „Scheer” uzupełnił zapasy ze statku zaopatrzeniowego „Nordmark”, po czym do kolejnego spotkania z „Nordmarkiem” 16 grudnia, napotkał i zatopił dwa statki. Przechodząc w grudniu 1940 na południowy Atlantyk, zdobył dwa statki (w tym jeden „Duquesa” z żywnością) i zatopił dwa dalsze w Zatoce Gwinejskiej. W lutym 1941 okręt przeszedł na Ocean Indyjski i w dniach 20-22 lutego na północ od Madagaskaru zatopił trzy statki i zdobył jeden.  Tam  zmylił pościg Royal Navy  i 1 kwietnia 1941 powrócił tą samą drogą do Kilonii. W czasie tego rajdu w sumie zatopił krążownik pomocniczy i 13 statków, a 3 dalsze zdobył, o łącznej pojemności 113 213 BRT, ponadto uszkodził dwa statki. Był to najskuteczniejszy rejs rajderski pojedynczego okrętu niemieckiego podczas tej wojny. Od września 1941 w składzie Floty Bałtyckiej działał na Morzu Alandzkim, blokując marynarkę radziecką.
W 1942  stacjonował w Norwegii i działał na północy. Między innymi uczestniczył w operacji Wunderland, której celem było sparaliżowanie radzieckiej żeglugi na wodach arktycznych.
W 1943 przebywał na Morzu Bałtyckim. W październiku 1944 okręt ogniem swojej artylerii wspierał oddziały niemieckie walczące na półwyspie Sõrve (wyspa Sarema, obecnie Estonia) w ramach operacji desantowej Armii Czerwonej Moonsund polegającej na wyparciu wojsk III Rzeszy z archipelagu Wysp Moonsundzkich. W tym też czasie atakowany był kilkakrotnie przez radzieckie lotnictwo, nie ponosząc jednak żadnych uszkodzeń. Niemiecki okręt intensywnie wspierał walczące wojska w strefie przybrzeżnej do marca 1945, kiedy to musiał wycofać się z walki z powodu zużycia mechanizmów okrętowych i rozkalibrowania intensywnie używanej artylerii. By przywrócić jednostce zdolność bojową, wysłano ją na remont do Kilonii.
9 kwietnia 1945 krążownik poszedł na dno (po g. 22.45), zatopiony bombami lotniczymi w basenie stoczni Deutsche Werke w Kilonii. Przewrócony do góry dnem został częściowo złomowany (do lipca 1945 wydobyto metale kolorowe), resztę wraku zasypano gruzem i ziemią.
Dzwon okrętowy znajduje się do dzisiaj w Muzeum Marynarki w Wilhelmshaven.
Wrak odnaleziono w 2024 roku.

## Kariera wojenna
| Data              | Jednostka                                               | Bandera         | Pojemność [BRT] | Los                |
| ----------------- | ------------------------------------------------------- | --------------- | --------------- | ------------------ |
| 5 listopada 1940  | SS Mopan                                                | Wielka Brytania | 5389            | zatopienie         |
| 5 listopada 1940  | HMS Jervis Bay                                          | Royal Navy      | 14164           | zatopienie w walce |
| 5 listopada 1940  | SS Maidan                                               | Wielka Brytania | 7908            | zatopienie         |
| 5 listopada 1940  | SS Trewellard                                           | Wielka Brytania | 5201            | zatopienie         |
| 5 listopada 1940  | SS Kenbane Head                                         | Wielka Brytania | 5225            | zatopienie         |
| 5 listopada 1940  | SS Beaverford                                           | Wielka Brytania | 10142           | zatopienie         |
| 5 listopada 1940  | SS Fresno City                                          | Wielka Brytania | 4995            | zatopienie         |
| 24 listopada 1940 | SS Port Hobart                                          | Wielka Brytania | 7448            | zatopienie         |
| 1 grudnia 1940    | SS Tribesman                                            | Wielka Brytania | 6242            | zatopienie         |
| 17 grudnia 1940   | SS Duquesa                                              | Wielka Brytania | 8652            | zdobyty            |
| 17 stycznia 1941  | SS Sandefjord                                           | Norwegia        | 8083            | zdobyty            |
| 20 stycznia 1941  | SS Barneveld                                            | Holandia        | 5597            | zatopienie         |
| 20 stycznia 1941  | SS Stanpark                                             | Wielka Brytania | 5103            | zatopienie         |
| 20 lutego 1941    | SS British Advocate                                     | Wielka Brytania | 6994            | zdobyty            |
| 20 lutego 1941    | SS Grigorios C.                                         | Grecja          | 2546            | zatopienie         |
| 21 lutego 1941    | SS Canadian Cruiser                                     | Wielka Brytania | 6992            | zatopienie         |
| 22 lutego 1941    | SS Rantau Pandjang                                      | Holandia        | 2542            | zatopienie         |
| 25 sierpnia 1942  | SS Aleksandr Sibirjakow                                 | ZSRR            | 1384            | zatopienie w walce |
| Razem             | 18 jednostek w tym 17 parowców i 1 krążownik pomocniczy | 5 bander        | 114 607         | Σ                  |